# Indorock
Indorock (niet te verwarren met indierock) is voornamelijk instrumentale rock-'n-roll, uitgevoerd door muzikanten afkomstig uit het voormalige Nederlands-Indië. Hoewel de term indo wordt gebruikt betrof het zowel Indo's als volbloed Indonesiërs. Deze muziek werd aan het eind van de jaren vijftig van de 20e eeuw gespeeld door Indische en Molukse muzikanten en geïnspireerd door de rock-'n-rollmuziek uit de Verenigde Staten van Amerika en de instrumentale muziek van The Shadows, The Ventures en The String-A-Longs.
Afkomstig uit een totaal andere muziekcultuur waren deze artiesten qua podiumpresentatie, maar vooral door hun technische begaafdheid uitstekend in staat om het hart en de ziel van de rock-'n-roll aan het Nederlandse en Europese publiek te laten horen. Hoewel deze muziek vooral werd gespeeld van midden jaren vijftig tot midden jaren zestig, met een bloeiperiode in 1960-1963, is de stijlnaam 'indorock' in 1975 door liefhebbers van het genre verzonnen en pas in de jaren tachtig algemeen bekend geworden.
Specifiek voor de manier van spelen van de Indische bands was onder andere de zogenaamde 'Gadahngang' (dat is het tokkelen), die afkomstig was uit de krontjongmuziek, en de dubbele slag in de afterbeat. Door Nederlanders werd dit ook wel aangeduid als "plenken", hetgeen waarschijnlijk afkomstig is van het Engelse woord "plank" - omdat indorockgroepen al snel overschakelden op solid body elektrische gitaren, de zogeheten "planken", in tegenstelling tot de tot dan toe gangbare semi-akoestische gitaren. Een extra ritmegitarist of soms tweede sologitarist ondersteunde de sologitarist met versterkte accenten, tegenritmes of zwaardere baslijnen, over twee of drie snaren gespeeld. In sommige gevallen werd innovatief gebruikgemaakt van de baritongitaar als extra solo-instrument (ook wel bekend als de "6-snarige bas", bekend van onder andere de latere hits van Hank the Knife & the Jets).

## Ontstaansgeschiedenis
In de jaren na de onafhankelijkheidsverklaring van Indonesië kwamen Nederlanders, Indische Nederlanders (ook wel indo's genoemd) en 'inlanders' die aan de kant van het koloniale regime hadden gevochten, naar Nederland. In de grauwe jaren vijftig, de jaren van wederopbouw, was muziek al gauw een aangename afleiding. De nieuwste muziekstroming uit de Verenigde Staten omstreeks 1955, de rock-'n-roll, werd snel geadopteerd door muzikanten afkomstig uit het huidige Indonesië. Bekend met Amerikaanse muziek als country en de experimenten van gitarist Les Paul, wisten deze muzikanten ook de rock-'n-roll snel op te pikken. Indorock was geboren.
Aan het eind van de jaren tachtig ontstond er een nieuwe opleving van de indorock.

## Show
De gebroeders Tielman, in Indonesië nog bekend onder de naam 'the Timor Rhythm Brothers', maar in Nederland vanuit Breda opererend onder de naam Tielman Brothers, deden goede zaken door zich in 1958 in de kijker te spelen op Expo 58, de wereldtentoonstelling te Brussel. In dat jaar leverden zij ook de eerste Nederlandse rock-'n-rollsingle af (Rock Little Baby Of Mine). Het leverde werk in Duitsland op, waar ze tegelijkertijd met de vroege Beatles werkten. George Harrison, onder de indruk van de podiumpresentatie van vooral Andy Tielman, heeft het later over 'Andy, the Indo-man'.

## Namen
De indorock concentreerde zich voornamelijk in Den Haag, waar bands optraden als The Crazy Rockers, The Real Room Rockers, The Black Dynamites, The Black Magics, The Desmounts, The Hot Jumpers, The Fire Devils, The Twangies, The Black Eye, The Eastern Aces en The Valiants.
Gitaargroepen als Willy and his Giants en René and The Alligators werden wel door de indorock beïnvloed, maar ze horen in de categorie nederrock thuis. The Jumping Jewels waren volledig op de Fender Stratocaster-sound van The Shadows gebaseerd.
De bekendste band van de indorock blijft de Tielman Brothers, maar er timmerden meer bands aan de weg. Zoals Electric Johnny and his Skyrockets uit Rotterdam met hun speciale South American Rock-stijl (een mengeling van indorock met Latin music). Daarnaast waren de Rotterdamse Oety & his Real Rockers en The Javalins, ook actief in Duitsland. Uit Dordrecht waren de Sheridans afkomstig waarvan Kaz Lux enige tijd deel uitmaakte. De uit Den Haag afkomstige Black Dynamites en de Crazy Rockers (met niet alleen Indisch maar ook Surinaams bloed) traden ook in Duitsland op. "The Javelins", niet te verwarren met "The Javalins", was de eerste beroemde Zeeuwse rockband die de bakermat vormde voor alle velen die nog volgden in die provincie; zij waren ook erg bekend in het buurland België. Er zijn veel indorock bands geweest, die op hun beurt weer vele muzikanten hebben geïnspireerd. Er zijn diverse kleinere platenlabels die die zich specialiseren in het uitbrengen van nostalgische indorock.

## Discriminatie
Bij hun vestiging in Nederland ondervonden veel indo's in de jaren 50 discriminatie door op muren gekalkte leuzen. Later, in 1960, na een optreden van de Tielman Brothers werd door Willem Duys en Mies Bouwman met discriminerende opmerkingen gereageerd., maar het is mogelijk, dat het op een mythe berust. Dit was dan ook de reden dat deze groep en ook andere hun optredens in Duitsland, met veel meer succes, gingen voortzetten.

## Over en uit
Zoals de Britse Shadows, ook bekend als begeleidingsgroep van Cliff Richard, na ruwweg 1964 de grootste moeite hadden nog een hit te scoren, verdween de populariteit van de indorock toen ook. De hoofdschuldige was The Beatles en in hun kielzog de Britse invasie bestaand uit The Rolling Stones, The Kinks, The Who en nog veel meer singer-songwriterbands avant la lettre.
Naast het succes van de indorock waren er in de periode 1959-1963 de Indische teenager-popidolen zoals Lydia (hit: 'Send Me The Pillow' in 1959), The Blue Diamonds, Anneke Grönloh, Margie Ball en Wanda. Dat wordt aangeduid als indopop.

## Conclusie
Hoewel de hit uit 1960, Kom van dat dak af van Peter Koelewijn vaak wordt gezien als de aftrap voor rock-'n-roll in Nederland, moet toch worden toegegeven dat een overgroot deel van deze eer eigenlijk bestemd zouden moeten zijn voor de Indische en Molukse bands, die werkelijk de eersten waren die in Nederland rock-'n-roll maakten. Deze miskenning is deels toe te schrijven aan het beperkte hitparadesucces van indorockgroepen en deels aan het feit dat de beste groepen (Tielman Brothers, Black Dynamites, Oety & his Real Rockers, Javalins, Crazy Rockers) meer in het buitenland (m.n. Duitsland) dan in Nederland optraden.
In de late jaren tachtig kregen de indorockers deze eer langzaam terug, voornamelijk door toedoen van musicologe Lut Mutsaers, die de monografie Rockin' Ramona. Een gekleurde kijk op de bakermat van de Nederpop (Den Haag, 1989) publiceerde. De hedendaagse generatie "rockers" geven hun eigen identiteit aan de term "indorock" zoals de band Tjendol Sunrise die door hun energieke shows het hele publiek meeneemt naar de roemruchte jaren 50 en 60. Door dit soort bands komen we meer te weten wat er in die jaren afspeelde en krijgen we meer kijk op hoe de "nederlandse" rock'n'roll is ontstaan en hoe het toen heeft geklonken.

## Boeken
- Mutsaers, Lutgard: Rockin' Ramona - 'n gekleurde kijk op de bakermat van de Nederpop (SDU, 's Gravenhage 1989) ISBN 9012 060 40 0